# Золота дзиґа (4-та церемонія вручення)
4-та церемонія вручення нагород національної кінопремії «Золота дзиґа» Української кіноакадемії за професійні досягнення у розвитку українського кіно за 2019 рік відбулася 3 травня 2020 року вперше в режимі онлайн-шоу, у зв'язку з забороною публічних заходів через пандемію Covid-19. Ведучими церемонії стали акторка й телеведуча Дар'я Трегубова та телеведучий Тимур Мирошниченко.
Премія вручалася у 22 номінаціях. Серед них — 2 нові: «Відкриття року» та «Найкращі візуальні ефекти»

## Перебіг церемонії
Гостями церемонії стали Святослав Вакарчук та гурт DZIDZIO.

## Статистика
Найбільше номінацій отримала драма «Додому» — фільм претендував на нагороду в 11 категоріях. У комедії «Мої думки тихі» — 9 номінацій, у «Гуцулки Ксені» — 9, «Вулкан» має 8, «Захар Беркут» — 7.

## Список лауреатів та номінантів
★Переможців виділено жирним шрифтом

### Основні категорії
Найкращий фільм:
- Вулкан
- Гуцулка Ксеня
- Додому
- ★ Мої думки тихі
- Співає Івано-Франківськтеплокомуненерго

Найкраща режисерська робота:
- ★ Алієв Наріман (Додому)
- Бондарчук Роман (Вулкан)
- Лукіч Антоніо (Мої думки тихі)

Найкраща робота художника-постановника:
- Кулік Маргарита (Мої думки тихі)
- ★ Одуденко Владлен (Захар Беркут)
- Одуденко Владлен (Додому)

Найкращий сценарій:
- ★ Кальченко Валерія, Лукіч Антоніо (Мої думки тихі)
- Нікітюк Марися, Алієв Наріман (Додому)
- Тютюнник Алла, Аверченко Дар'я, Бондарчук Роман (Вулкан)

Найкраща операторська робота:
- ★ Ільков Вадим (Вулкан)
- Король Юрій (Захар Беркут)
- Фурса Антон (Додому)

Найкраща музика:
- Григорів Роман, Разумейко Ілля (Історія зимового саду)
- Кулічова Маргарита (Співає Івано-Франківськтеплокомуненерго)
- Луньов Святослав (Портрет на тлі гір)
- ★ Полянський Тимур, Фрік-кабаре Dakh Daughters (Гуцулка Ксеня)

Найкраща пісня:
- ★ «Мавка-Русалка», фрік-кабаре «Dakh Daughters» (Гуцулка Ксеня)
- «Перевал», Океан Ельзи (Захар Беркут)
- «Табурет», Freel & Едуард Приступа (Людина з табуретом)

Найкраща жіноча роль:
- ★ Вітовська-Ванца Ірма (Мої думки тихі)
- Дейлик Христина (Вулкан)
- Лущик Варвара (Гуцулка Ксеня)

Найкраща жіноча роль другого плану:
- Веренич-Островська Ірина (Мої думки тихі)
- Молчанова Катерина (Гуцулка Ксеня)
- ★ Сумська Наталя (Чорний ворон)
- Яценко Лариса (Додому)

Найкраща чоловіча роль:
- Андрій Лідаговський (Мої думки тихі)
- ★ Сеітаблаєв Ахтем (Додому)
- Степанський Сергій (Вулкан)

Найкраща чоловіча роль другого плану:
- Білялов Ремзі (Додому)
- ★ Жданов Віктор (Вулкан)
- Салій Віталій (Крути 1918)

Найкращий документальний фільм:
- Людина з табуретом
- Панорама
- ★ Співає Івано-Франківськтеплокомуненерго

Найкращий короткометражний анімаційний фільм:
- ★ Кохання
- Петрівка-реквієм
- Пуповина

Найкращий короткометражний ігровий фільм:
- Анна
- Знебарвлена
- ★ У нашій синагозі
- Solitude

Найкращий монтаж:
- Базаркін Микола (Заповідник Асканія), (Співає Івано-франківськтеплокомуненерго), (Історія зимового саду)
- ★ Ходаківська Тетяна, Запрягалов Володимир (Фокстер і Макс)
- Чорний Олександр (Мої думки тихі), (Додому)

Найкращий грим:
- ★ Леонова Алла (Захар Беркут)
- Полікашкіна Світлана (Фокстер і Макс)
- Скопелідіс Віталій (Гуцулка Ксеня)

Найкращий звук:
- Мостовий Артем (Гуцулка Ксеня)
- ★ Петер Борис (Вулкан)
- Степанський Сергій (Мої думки тихі) (Додому)

Найкращий дизайн костюмів:
- ★ Белінська Антоніна (Захар Беркут)
- Кудрявцева Надія (Гуцулка Ксеня)
- Сутягіна Ася (Додому)
- Шеремета Кароліна (Фокстер і Макс)

Найкращі візуальні ефекти:
- Голуб Олексій (Гуцулка Ксеня)
- Гончаров Василь (Захар Беркут)
- ★ Сушильников Артем, Овчаренко Дмитро (Фокстер і Макс)

### Спеціальні нагороди
| Нагорода                                               | Лауреати                   | Лауреати |                 |
| ------------------------------------------------------ | -------------------------- | --- | --------------- |
| Премія за внесок у розвиток українського кінематографа |                            | ★ Ада Роговцева | ★ Ада Роговцева |
| Премія глядацьких симпатій                             | Премія глядацьких симпатій | - «Давай танцюй» (реж. Олександр Березань) - «Заборонений» (реж. Роман Бровко) - «Захар Беркут» (реж. Ахтем Сеітаблаєв, Джон Вінн) - «Зустріч однокласників» (реж. Валентин Шпаков) - «Клара та чарівний дракон» (реж. Олександр Клименко) - ★ «Крути 1918» (реж. Олексій Шапарєв) - «Свінгери — 2» (реж. Андрейс Екіс) - «Фокстер і Макс» (реж. Анатолій Матешко) - «Ціна правди» (реж. Аґнешка Голланд) - «Я, ти, він, вона» (реж. Володимир Зеленський, Девід Додсон) |                 |
| Відкриття року                                         | Відкриття року             | ★ Антоніо Лукіч |                 |